# Mistrals dotter (TV-serie)
Mistrals dotter (originaltitel: Mistral's Daughter) är en amerikansk miniserie från 1984, baserad på romanen av Judith Krantz med samma namn.
I Sverige sändes serien i åtta avsnitt på TV1 under oktober–december 1985.

## Medverkande i urval
- Stacy Keach - Julien Mistral
- Stefanie Powers - Magali "Maggy" Lunel
- Lee Remick - Katherine "Kate" Browning/Katherine "Kate" Mistral
- Robert Urich - Jason Darcy
- Timothy Dalton - Perry Kilkullen
- Stéphane Audran - Paula Deslandes
- Ian Richardson - Adrien Avigdor
- Stephanie Dunnam - Theodora "Teddy" Lunel
- Pierre Malet - Eric Avigdor
- Philippine Leroy-Beaulieu - Fauve Lunel
- Alexandra Stewart - Mary Jane Kilkullen
- Joanna Lumley - Lally Longbridge
- Francine Olivier - Marthe
- Hélène Vallier - Ruth Avigdor
- Tiffany Spencer - Nadine Mistral